# Заирис, Эммануил
 Эммануил Заирис  (греч.  Εμμανουήλ Ζαϊρης  Бодрум, 1876 — Миконос, 1948) — греческий художник конца 19-го — первой половины 20-го века.

## Биография

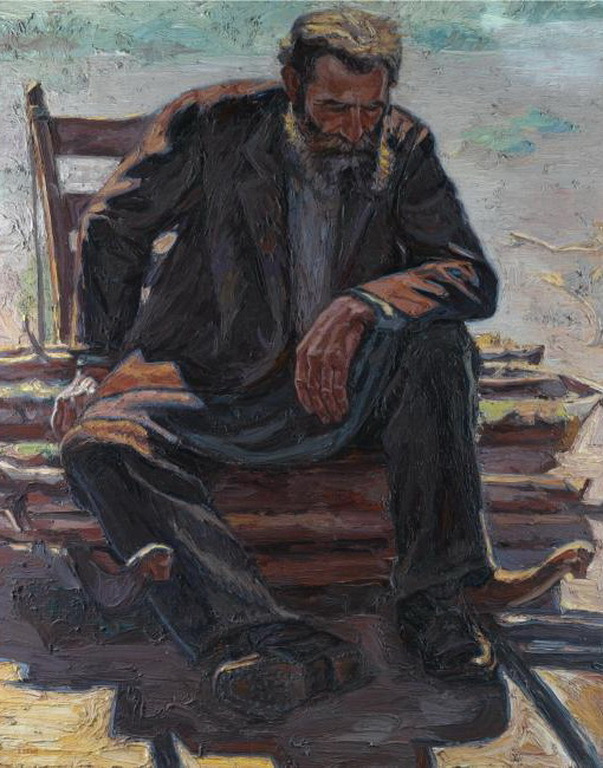
”Минута отдыха”

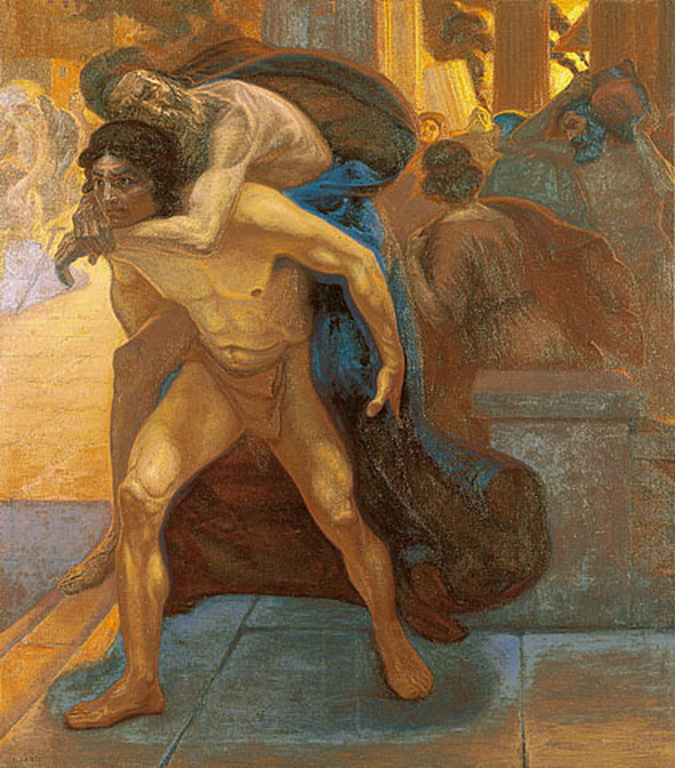
”Эней спасает своего отца из пламени Трои”

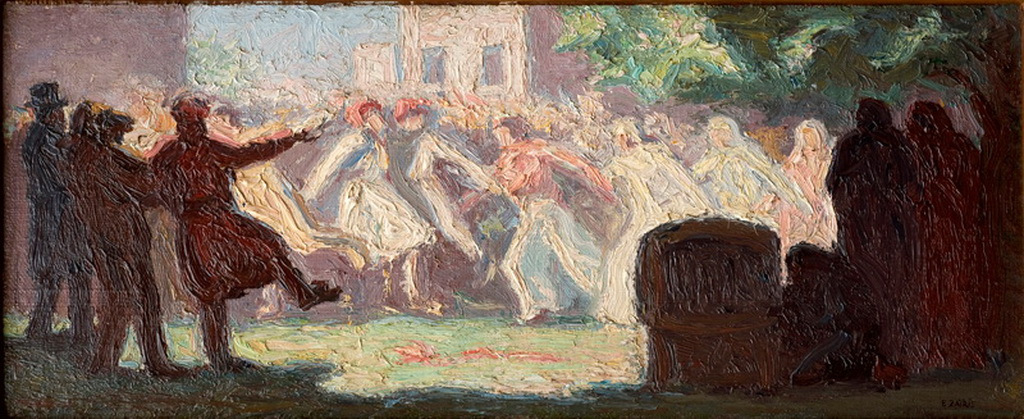
”Карнавал в Афинах”

Эммануил Заирис родился в 1876 году в древнем Галикарнасе, который и в составе Османской империи, под именем Бодрум, сохранял своё греческое население.
Не располагаем информацией, когда он переехал в Греческое королевство, но в 1894 году он, как и многие другие молодые греческие художники, уехал в Баварию и поступил в Мюнхенскую академию художеств.
Учился у Николаоса Гизиса.
По окончании учёбы Заирис остался работать в баварской столице.
В период с 1904 по 1930 год Заирис принял участие в 22 выставках в мюнхенском Стеклянном дворце.
На выставке 1913 года Заирис получил золотую медаль.
В 1921 году в Мюнхене была организована выставка-ретроспектива работ художника.
В поиске своего стиля и неудовлетворённый баварским академизмом, Заирис некоторое время прожил в Париже.
После Парижа, «свет постоянно присутствует на втором плане его картин, но его кисть постоянно несёт с собой аромат Мюнхенской школы».
Уже отметив своё пятидесятилетие, Заирис решил вернуться в Грецию.
В 1932 году он был назначен директором филиала Афинской школы изящных искусств на острове Миконос.
В 1934 году в афинском дворце Заппион была организована выставка-ретроспектива работ Заириса, на которой художник выставил более 250 своих работ.
Заирис принял участие в «Панэллинских» художественных выставках 1938, 1939 и 1940 годов и в Венецианской Биенале 1936 года.
Художник умер на острове Миконос в 1948 году.
В своих работах Заирис в основном изображает людей труда. В меньших числах он писал также пейзажи и портреты.
Заирис быстро отошёл от принципов Мюнхенской академии и стал писать в стиле реализма.
На него также оказал влияние немецкий импрессионизм, что очевидно в цветах его работ.
Работы Заириса хранятся и выставляются в Национальной галерее Греции, других греческих галереях, а также в частных коллекциях.
Работы Зариса выставляются на международных аукционах произведений искусства.